# Pierre-Guillaume Gratien
Pierre Guillaume Gratien (Parijs, 1 januari 1764 - Plaisance, 24 april 1811) was een Frans militair.
Hij diende van 1787 tot 1789 als soldaat in het regiment dragonders van de Dauphin. De Franse Revolutie stelde hem in staat carrière te maken als officier. Hij vocht in het Leger van de Maas en bleef de revolutie trouw toen zijn bevelhebber, Generaal Dumouriez de zaak van de vrijheid verried.
Op 16 augustus 1793 redde Gratien, inmiddels Luitenant-kolonel, de dag toen bij het dorp Lincelles het gehele Franse leger door de Nederlandse en Engelse vijand werd teruggedreven, hij verzamelde het bataljon dat hij commandeerde en bestormde in een hagel van kartertsvuur de schansen en de vijandelijke artillerie. Hij drong vervolgens in het dorp door en verhinderde dat het Nederlandse leger zich hergroepeerde. De Franse regering was onder de indruk van zijn koelbloedigheid en benoemde hem tot Brigadegeneraal.
Hij onderscheidde zich in de slag bij Wattignies maar de commissarissen Carnot en Duquesnoy, waarnemers vanwege het Franse parlement, ontsloegen hem omdat hij niet fanatiek genoeg was geweest. De revolutionaire rechtbank van Pas-de-Calais sprak hem vrij van de beschuldiging geweigerd te hebben om tegen dienaren van de despoten te vechten en vertragingstactieken te hebben gebruikt. Onder generaal Hoche nam hij deel aan de mislukte expeditie in Ierland.
Gratien werd lid van het Legioen van Eer op de 19 frimaire van het jaar XII (1804). Op 19 juli 1806 werd hij, met verlof van Napoleon, Luitenant-generaal in het Bataafse leger.
In juni 1809 liet generaal Gratien bij Stralsund de Zweedse stellingen bestormen. De Zweden waren zich aan het inschepen en werden vernietigend verslagen. De trotse Lodewijk Napoleon verleende generaal Gratien een kostbaar, vier en een half duizend gulden kostend, commandeurskruis van de Orde van de Unie. De koning van Denemarken verleende hem het grootkruis van de Orde van de Dannebrog.
Weer in Franse dienst vocht hij onder bevel van de hertog van Abrantès in 1810 en 1811 bij Caxèirias en Sobral (Portugal), op 11 oktober 1810 versloeg hij daar de Engelsen met een beslissende baljonetcharche op een moment dat de slag al voor Frankrijk verloren leek.
Napoleon maakte hem een baron en tijdens de tocht naar Rusland voerde Gratien een divisie aan. Na de terugkeer uit Rusland beval de in het nauw gebrachte keizer Gratien zijn Koninkrijk Italië te redden. Op 16 oktober raakte hij in een gevecht bij het Italiaanse Bassano gewond. De daaropvolgende elfde april stierf Gratien in Plaissance aan de gevolgen van een ziekte. Zijn naam werd op het noordelijke deel van de Arc de Triomphe gebeiteld.

## Voetnoten
1. ↑  Van Zelm van Eldik in "Moed en Deugd, Blz.150